# NGC 2935
NGC 2935 (również PGC 27351) – galaktyka spiralna z poprzeczką (SBb), znajdująca się w gwiazdozbiorze Hydry. Odkrył ją William Herschel 20 marca 1786 roku.
W galaktyce tej zaobserwowano supernowe SN 1975F i SN 1996Z.